# Marvin McFadden
Marvin « Micro », Leonardo, McFadden ("Mouth" en version originale), est un personnage de la série télévisée Les Frères Scott, interprété par Lee Norris.

## Histoire du personnage
Marvin McFadden, surnommé Micro, est né le 18 juin 1988 à Tree Hill en Caroline du Nord. Il est le fils unique de Jo McFadden, ainsi que le petit-fils de Mel McFadden, ancien pilote de course. C'est le commentateur des matchs de basket de l'équipe des Ravens. Il mesure 1 m 77.

## Saison 1
Micro et son ami Jimmy Edwards ont pris l'habitude de commenter les matchs de basket entre Lucas Scott et ses amis, quand ceux-ci jouent sur le terrain extérieur. Lorsque Lucas est recruté dans les Ravens, il devient le commentateur officiel de l'équipe. Il se lie alors d'amitié avec Brooke Davis, qui le choisit au cours d'une soirée de vente aux enchères. Il tombe sous son charme, même si elle est attirée de son côté par son ami Lucas. Micro aidera ainsi Brooke lors d'un concours de pom-pom girls, car il se révèle en effet être un excellent danseur.

## Saison 2
Micro devient ami avec un nouvel élève, Felix, avant de se rendre compte que celui-ci est attiré par Brooke, ce qui le rend jaloux. Il tente de se rapprocher de Brooke, car il ne veut plus être seulement un confident. Un jour, Felix rachète la maison de poupées que Brooke possédait étant petite et demande à Micro de la lui rendre en faisant croire que c'est de sa part. Brooke lui avoue plus tard qu'elle l'aime, mais comme un frère. Jaloux, Micro détruit le pare-brise de la voiture de Brooke puis lui raconte la vérité. Ils se disputent et Micro perd alors son amitié. Lors de l'élection pour la présidence du conseil des élèves, Brooke est dans une situation fâcheuse, car elle n’a personne pour faire un discours sur elle comme il est prévu. Micro monte sur scène pour faire ce discours de façon improvisée. Il décrit avec ferveur toutes les qualités de Brooke, qui sera élue.
À la fin de la saison, Micro sort quelque temps avec Erika, qui était la rivale de Brooke au poste de présidente du conseil.

## Saison 3
Rachel Gatina est la nouvelle élève du lycée et Micro tombe rapidement sous son charme. Brooke est jalouse du lien qui se crée entre eux et veut faire comprendre à Micro que Rachel veut le manipuler. Brooke en veut également à Micro quand elle découvre qu'il a visionné sa vidéo enregistrée pour la Capsule du Temps. Micro tombe peu à peu amoureux de Rachel Gatina avant de se rendre compte qu'elle sort avec Cooper, l'oncle de Nathan.

## Saison 4
Micro commence une histoire d'amour avec Gigi, qui commente avec lui les matchs de basket. Elle décide néanmoins de le quitter car elle est plus jeune que Micro et ne veut pas vivre une relation à distance quand celui-ci partira à l'Université. Il rencontre ensuite Shelly, membre du club de la "Clean Teen", durant un travail de classe. Lors d'une fête organisée par Nathan, il perd sa virginité avec Shelly, mais elle le regrette par la suite, car elle est censée être une " Clean Teen ". Micro est dévasté par cette rupture. Lors de la fête de Rachel, à la fin de la saison 4, il défend cependant Shelly. 

## Saison 5
Quatre ans plus tard, Micro vit en colocation avec Skills, Fergie et Junk. Il travaille dans une chaîne de télévision afin de devenir commentateur sportif. Sa patronne, Alice, le déteste tout d'abord et se moque de lui. Suivant les conseils de Skills, Micro parvient à coucher avec elle et ainsi garder son poste. Une relation purement sexuelle commence alors entre eux, qui contente Alice mais pas Micro. Il rencontre alors Millicent, l'assistante de Brooke, et tombe sous son charme. Il décide de quitter Alice, qui le menace alors de le renvoyer, mais celle-ci est finalement virée elle-même par la direction. Micro garde donc son poste et commence une relation avec Millicent. Lorsqu'il lui demande d'emménager chez lui, Millicent refuse d'abord en lui avouant qu'elle est vierge puis finit par s'installer chez les garçons. Il obtient de nouvelles opportunités professionnelles, mais refuse de traiter de l'accrochage entre Lucas et un arbitre. Critiqué par sa direction, il préfère démissionner.

## Saison 6
Au début de la saison, Micro apprend à Millicent qu'il a été engagé sur une chaîne de télévision à Omaha. Millicent hésite à quitter Tree Hill alors que Brooke traverse des moments difficiles. Elle finit par accepter et Micro et elle quittent alors Tree Hill après avoir dit adieu à leurs amis. A Omaha, il se fait rapidement connaître pour la qualité de ses reportages. Lucas vient à Omaha pour son livre et passe sa journée avec Micro. Celui-ci lui avoue que Millicent lui manque, puisqu'elle est repartie à Tree Hill aider Brooke. À la fin de la journée, il décide de quitter la ville pour retrouver Millicent. Il retrouve du travail à Tree Hill, avec des avantages en plus. Gigi est notamment sa nouvelle stagiaire et commence à lui faire des avances, ce qui énerve Millicent. Un jour, elle rentre à l'appartement et trouve Gigi endormie dans son lit, Micro sur le canapé. Micro explique qu'il ne s'est rien passé entre eux mais Millicent ne semble pas convaincue. Gigi envoie une photo d'elle en petite tenue à Micro. Millie la trouve et fait comprendre à Micro que tout est fini entre eux. Sur le coup de la colère, elle couche avec Owen, le barman du Tric. Quand Micro vient lui annoncer qu'il l'aime et qu'il est désolé pour son attitude avec Gigi, elle lui annonce qu'elle l'a trompé. Millie finit par quitter Tree Hill, et même quand Micro finit par lui pardonner, elle lui annonce qu'elle ne parvient pas à se pardonner elle-même. Skills propose ensuite à Micro d'aller à une fête étudiante à laquelle participe Gigi, afin de se changer les idées. Mais Micro n'arrête pas de penser à Millicent et demande à Skills de rentrer. Au retour, Skills dépose Micro devant l'appartement de Millicent à New-York. Il lui dit qu'il ne peut vivre sans elle et qu'il est désolé. Ils se remettent alors ensemble.

## Saison 7
La saison commence par une petite querelle entre Micro et Skills : Micro désire s'installer avec Millicent dans son appartement, en mettant ainsi Skills de côté. Cependant, son ami n'est pas de l'avis de Marvin, et résiste. Lorsque l'affaire de Nathan et Renée éclate, Micro a un choix difficile à faire. Étant présentateur aux informations télévisés, son patron l'oblige à parler de l'enfant illégitime de la star de NBA Nathan Scott. Cette affaire n'est pourtant que rumeurs, et rien n'est prouvé, c'est pour cela que Micro décide de ne rien dire, préservant ainsi l'honneur de son ami. Par la suite, Micro démissionne et obtient les remerciements de Nathan. Millicent devient l'un des visages de Clothes Over Bros et se lance dans le mannequinat pour présenter les nouvelles collections de l'entreprise. Elle se laisse entraîner par Alex Dupre et commence à prendre de la drogue ce qui lui coûtera sa relation avec Micro. Pendant que Millicent est en cure de désintoxication et que Skills est à l'autre bout du pays pour son travail, Micro développe une relation avec l'enseignante Lauren. Les deux personnages deviendront plus que des amis, mais la relation sera stoppée par le retour de Skills en fin de saison. Micro et Skills ne tarderont pas à se réconcilier et profiteront de leur séjour dans l'Utah avec le reste de la bande.

## Saison 8
Dans cette saison, Micro est célibataire et sans emploi. Il demande à Chase de l'engager en tant que barman au Tric, mais Alex tient déjà la place. Micro fait aussi appel à Julian pour tenter d'obtenir un travail. À l'occasion de l'annonce de l'arrêt de Nathan dans le basket et de la fermeture de la société de Brooke, les deux personnages vont faire de la publicité pour Micro. Il sera par la suite ré-engagé dans la chaîne où il se trouvait la saison précédente. Côté amour, Micro recommence une relation avec Millie et celle-ci reviendra emménager dans l'appartement. Millicent décrochera un travail en tant que journaliste dans la même chaîne de Micro. Puis à la fin de la saison, le couple animera une émission télévisée.

## Saison 9
Micro est toujours avec Millicent, animant leur émission de télévision. Cependant, Millie tente de le secouer en raison de son obésité... Lors du bond dans le temps du dernier épisode, nous apprenons que celui-ci s'est marié avec Millicent, et qu'ils attendent un enfant.